# Miguel Baeza
Miguel Baeza Pérez (Cordova, 27 marzo 2000) è un calciatore spagnolo, centrocampista del Nacional.

## Caratteristiche tecniche
Centrocampista offensivo, agisce prevalentemente sulla trequarti ma può essere impiegato anche da interno. Dotato di un'ottima tecnica di base, è bravo negli inserimenti in area e nel fornire assist per i compagni di squadra.

## Carriera
Nato a Cordova, è entrato a far parte del settore giovanile del Real Madrid nel 2012, proveniente dalla squadra locale del Séneca. Il 6 gennaio 2019 ha debuttato con il Castilla in occasione dell'incontro di Segunda División B perso 3-0 contro il Pontevedra.
Promosso definitivamente prima dell'inizio della stagione 2019-2020, ha segnato la sua prima rete il 31 agosto fissando il punteggio sul definitivo 3-1 contro il Marino de Luanco. Impiegato con continuità nel corso della stagione, il 26 gennaio ha messo a segno una tripletta nel match casalingo contro il Peña Deportiva.
Il 5 agosto 2020 è stato acquistato a titolo definitivo dal Celta Vigo, con cui ha sottoscritto un contratto quinquennale. Ha esordito il 12 settembre seguente subentrando a Brais Méndez al 77' dell'incontro di Primera División pareggiato 0-0 contro l'Eibar.
Il 6 gennaio 2022 è stato acquistato in prestito dal Ponferradina.

## Statistiche
Statistiche aggiornate al 16 ottobre 2020.

### Presenze e reti nei club
| Stagione                    | Squadra                     | Campionato                  | Campionato | Campionato | Coppe nazionali | Coppe nazionali | Coppe nazionali | Coppe continentali | Coppe continentali | Coppe continentali | Altre coppe | Altre coppe | Altre coppe | Totale | Totale | Totale |
| Stagione                    | Squadra                     | Comp                        | Pres       | Reti       | Comp            | Pres            | Reti            | Comp               | Pres               | Reti               | Comp        | Pres        | Reti        | Pres   | Reti   |        |
| --------------------------- | --------------------------- | --------------------------- | ---------- | ---------- | --------------- | --------------- | --------------- | ------------------ | ------------------ | ------------------ | ----------- | ----------- | ----------- | ------ | ------ | ------ |
| 2018-2019                   | Real M. Castilla            | SDB                         | 1          | 0          |                 | -               | -               |                    | -                  | -                  |             | -           | -           | 1      | 0      |        |
| 2019-2020                   | Real M. Castilla            | SDB                         | 26         | 9          |                 | -               | -               |                    | -                  | -                  |             | -           | -           | 26     | 9      |        |
| Totale Real Madrid Castilla | Totale Real Madrid Castilla | Totale Real Madrid Castilla | 27         | 9          |                 | -               | -               |                    | -                  | -                  |             | -           | -           | 27     | 9      |        |
| 2020-2021                   | Celta Vigo                  | PD                          | 5          | 0          | CR              | 0               | 0               |                    | -                  | -                  |             | -           | -           | 5      | 0      |        |
| Totale carriera             | Totale carriera             | Totale carriera             | 32         | 9          |                 | 0               | 0               |                    | -                  | -                  |             | -           | -           | 32     | 9      |        |